# Герб Полоцка
Герб Полоцка — геральдический символ города Полоцка.

## Описание
«Герб города Полоцка представляет собой „барочный“, или „германский“ щит, в синем поле которого изображен трёхмачтовый корабль с серебряными парусами, плывущий по серебряным волнам.»

## История

### Герб Полоцка в ВКЛ
Полоцк получил магдебургское право в 1498 году. Тогда же появился и городской герб. Привилеем от 15 июня 1580 года герб города был подтвержден.

### Герб Полоцка в Российской империи
Полоцк присоединен к России в 1772 году. Входил в Полоцкое наместничество Российской империи, затем в Белорусскую (1796—1802) и в Витебскую губернии.
| 21 сентября 1781 года Полоцк получил герб (вместе с другими гербами городов Полоцкого наместничества). (Автор — герольдмейстер А. А. Волков) |
| --- |
| «Щит разрезан надвое: в верхнем, золотом поле, возникающий государственный орел; в нижней части — в серебряном поле, старый Полоцкий герб: на коне воин, держащий в правой руке саблю, на левой руке надет красный щит с двойным крестом». (П. П. фон Винклер) |

Герб государственный, поставленный над гербом Полоцким, означает подданство России города Полоцка с принадлежащими Полоцкой губернии городами.
Погоня — один из самых распространенных символов в литовско-польской геральдике. Изображение погони было на печати полоцкого князя Глеба. Печать была приложена к грамоте 1330 года и относится ко времени существования отдельного Полоцкого княжества.
| Проект герба Полоцка (17.12.1863): |
| --- |
| «В серебряном щите голова в лазурном шлеме над 2 накрест положенными лазурными мечами. В вольной части герб Витебской губернии. Щит увенчан серебряной стенчатой короной и окружен золотыми колосьями, соединенными Александровской лентой». (В. Марков) |

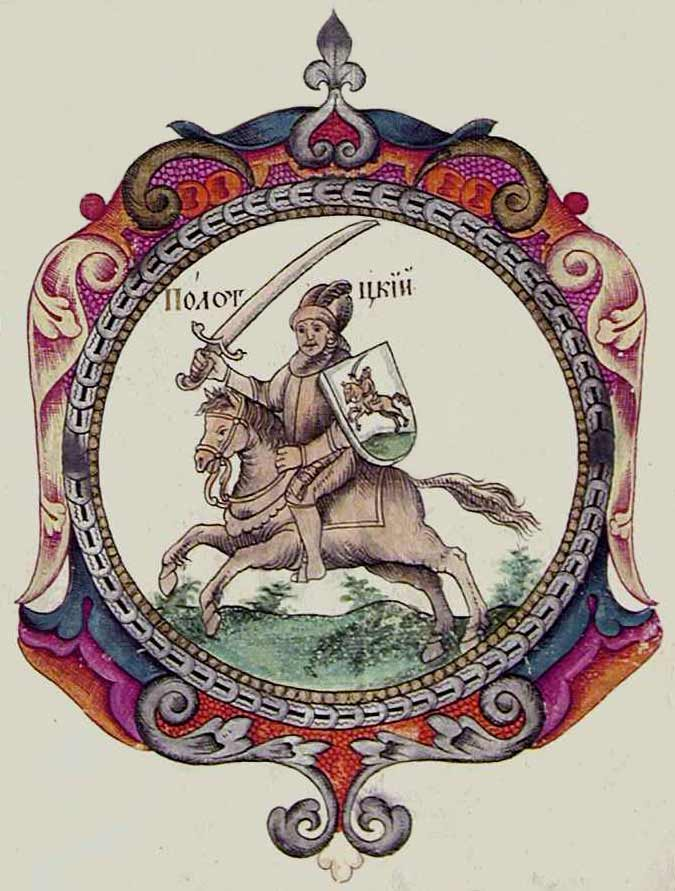
Герб Полоцкий из Царского титулярника. 1672 г.
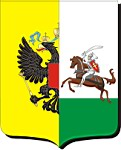
Герб Полоцка, из знаменного гербовника герольдмейстера князя М. М. Щербатова
Герб Полоцка, утверждённый 21 сентября 1781 года
Земская печать Полоцка 1791 года
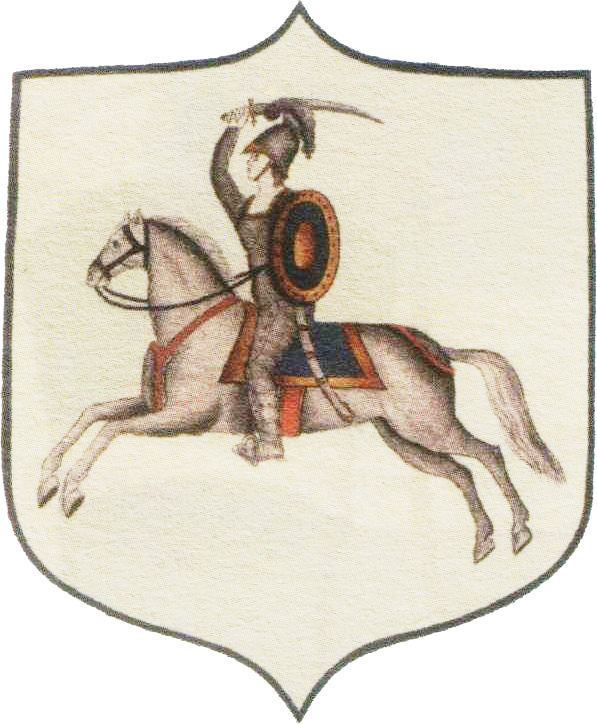
Изображение герба Полоцка в 1840 г.
Проект герба Полоцка (17.12.1863)

### Герб Полоцка в советской время
| Советский герб Полоцка утвержден 7 августа 1968 года решением исполкома Полоцкого городского Совета народных депутатов.(Авторы — Г. И. Певзнер, В. П. Стрельцов, В. Н. Любовицкий, А. К. Филиппов.) |
| --- |
| «Герб изображен на щите традиционной формы с соотношением сторон 4:5 Поле герба по диагонали пересекает широкая голубая полоса реки Западная Двина, с которой сливается река Полота, обозначенная более узкой полоской. Все поле герба широкой полосой делится на 2 части, как бы символизирующие прошлое и будущее города. В верхней части на красном поле изображение части зубчатого колеса стального цвета, реторты, до половины заполненной нефтью, и золотого силуэта промышленного предприятия — символов промышленности города. В нижней части на зеленом поле изображение воина-всадника в шлеме с мечом в ножнах, щитом и флажком на копье. Поза воина спокойная, мирная, но он в полной боевой готовности. На фоне всадника у нижнего края щита дата основания города — „862“, окруженная орнаментом». (В. Марков) |

### Современный герб Полоцка
Ныне Полоцк — районный центр Витебской области Республики Беларусь.
| Герб Полоцка утверждён 13 мая 1994 года Решением № 14/6 Полоцкого городского Совета народных депутатов и внесён в Гербовый матрикул Республики Беларусь 15 июля 1994 года под № 4. |
| --- |
| «В синем поле „барочного“, или „германского“, щита трёхмачтовый корабль с серебряными парусами плывет по серебряным волнам» (В. Марков)                                            |

Появление на гербе города торгового корабля оправдано тем, что Полоцк, расположенный на берегу Западной Двины, являлся крупным торговым центром и находился на оживленном торговом пути.